# Zdíky
Zdíky (německy Stiegesdorf) jsou malá vesnice, část obce Bujanov v okrese Český Krumlov. Nachází se asi 1 km na severovýchod od Bujanova. Je zde evidováno 19 adres.
Zdíky jsou také název katastrálního území o rozloze 5,85 km². V katastrálním území Zdíky leží i Skoronice. V katastrálním území je přírodní památka a evropsky významná lokalita Horní Malše.

## Historie
První písemná zmínka o vesnici pochází z roku 1368. Po zavedení obecního zřízení v polovině 19. století se Zdíky staly osadou obce Omlenice. V roce 1930 pak byly samostatnou obcí; žilo zde 291 obyvatel.
V letech 1938 až 1945 byly Zdíky v důsledku uzavření Mnichovské dohody přičleněny k nacistickému Německu. Dne 9. prosince 1944 bylo blízko vesnice zavražděno 5  letců z 15. letecké armády USA, kteří nouzově přistáli na poli u Dolního Dvořiště.
Dne 14. 6. 1964 byla obec Zdíky sloučena s obcí Bujanov  a Zdíky se staly částí obce Bujanov.

## Galerie

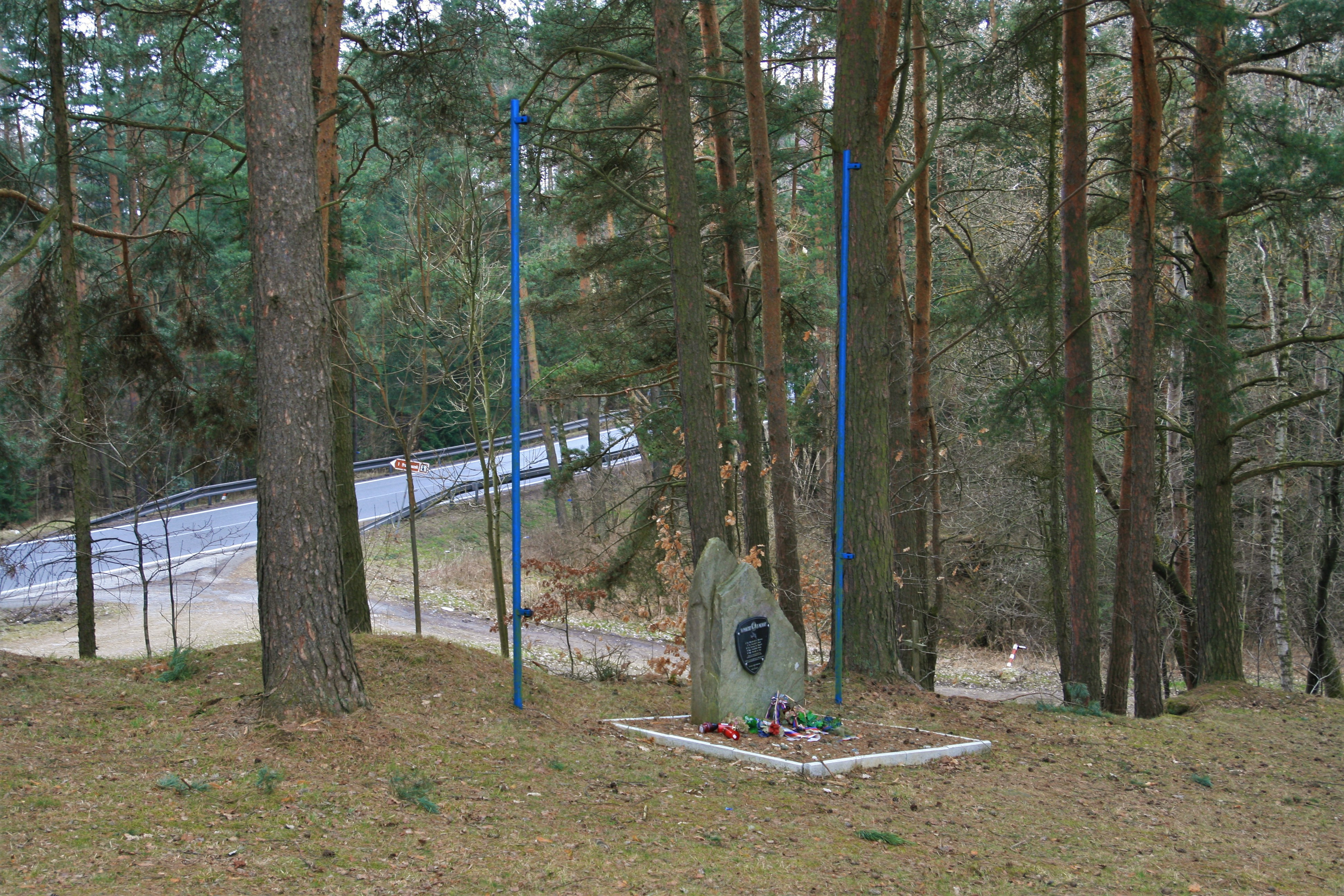
Letecký památník ve Zdíkách
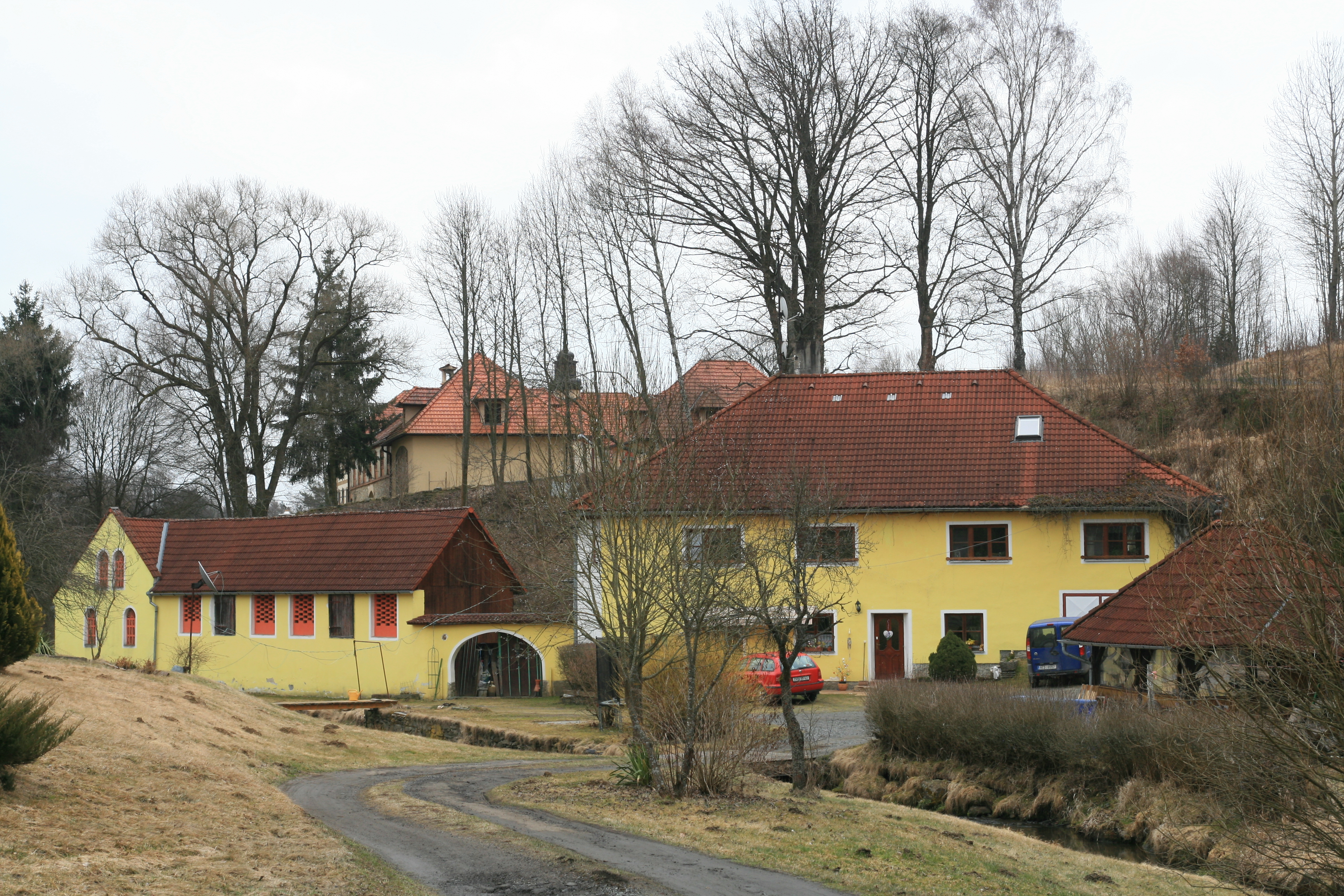
Dům ve Zdíkách
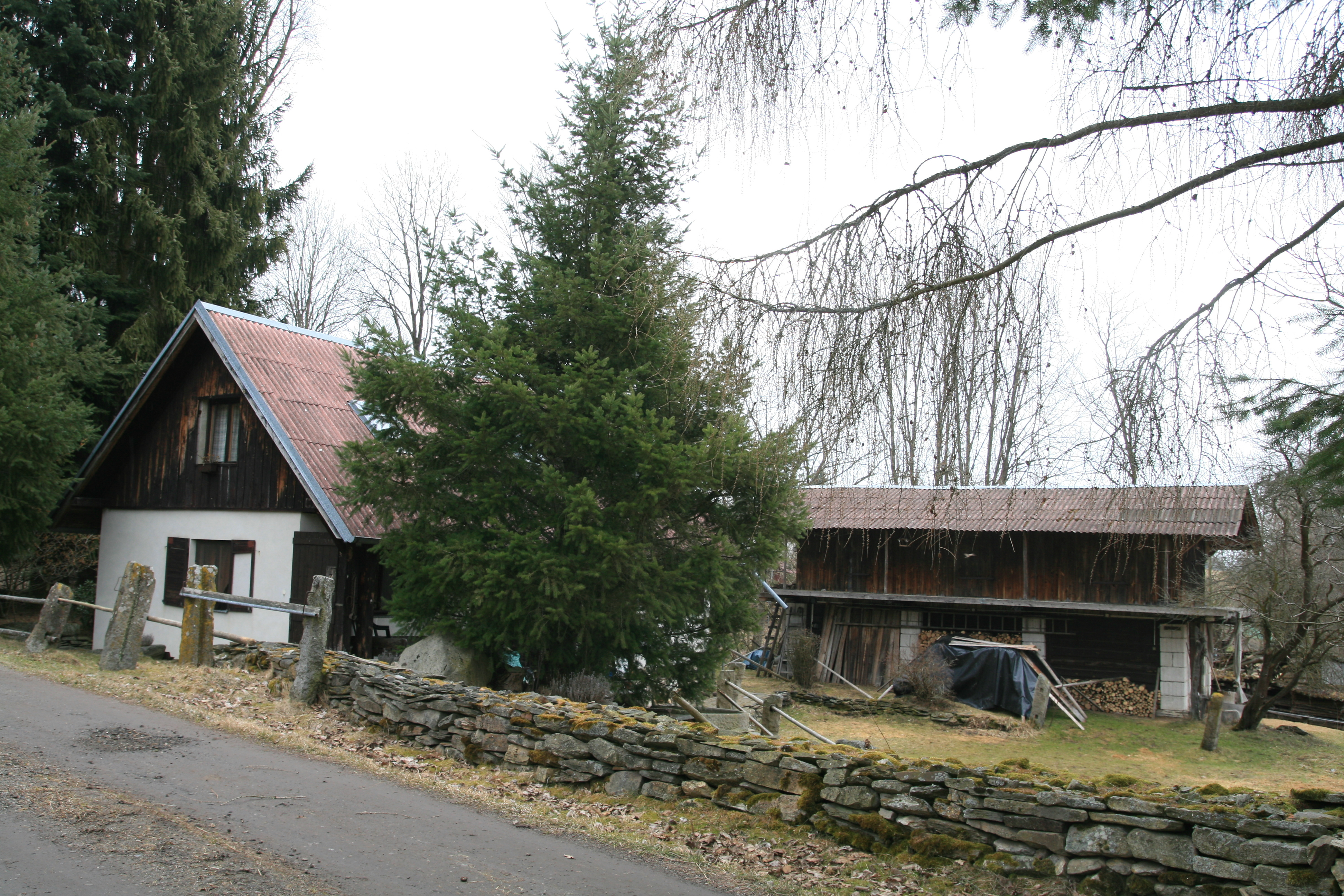
Dům ve Zdíkách